# Cuasidelito
Cuasidelito o delito culposo o imprudente es un término jurídico usado en legislaciones de Derecho continental, referente a una acción u omisión no intencional que provoca un daño a una persona; en otras palabras, es un hecho dañoso realizado sin dolo, es decir, sin tener una intención maliciosa de cometer un perjuicio a otro. El mismo hecho, de ser cometido con ánimo doloso, sería calificable de delito. Mientras que el término cuasidelito es más usado en el ámbito del derecho civil, el delito culposo o imprudente lo es dentro del derecho penal.
En los países donde rige el Derecho anglosajón, se utiliza el concepto de negligence «negligencia» para el incumplimiento no intencional de una obligación extracontractual a terceras personas.